# Prasma
Prasma is een geslacht van hooiwagens uit de familie Triaenonychidae.
De wetenschappelijke naam Prasma is voor het eerst geldig gepubliceerd door Roewer in 1931. 

## Soorten
Prasma omvat de volgende 3 soorten:
- Prasma crassipalpus
- Prasma sorenseni
- Prasma tuberculata